# Ekologiskt-demokratiska partiet
Ekologiskt-demokratiska partiet (tyska: Ökologisch-Demokratische Partei, ÖDP) är ett tyskt grönt parti grundat 1982 av före detta medlemmar i Tysklands miljöparti, Die Grünen. I de flesta frågor har partiet liknande ståndpunkter som Die Grünen. Dock skiljer de sig också på några punkter, exempelvis i abortfrågan där de är emot sen abort. Partiet har sitt starkaste fäste i södra Tyskland, i Bayern och i viss mån även i Baden-Württemberg.

## Valresultat

### Delstatsval
- Bayern (2003) 2,0 %
- Baden-Württemberg (2006) 0,6 %
- Rheinland-Pfalz (2006) 0,2 %
- Berlin (2006) 0,1 %
- Thüringen (2004) 0,2 %
- Hamburg (2004) 0,1 %
- Hessen (1999) 0,1 %
- Sachsen-Anhalt (2006) 0,8 %
- Niedersachsen (2003) 0,1 %
- Nordrhein-Westfalen (2005) 0,2 %

### Val till EU-parlamentet
- 1984: 0,3 %
- 1989: 0,7 %
- 1994: 0,8 %
- 1999: 0,4 %
- 2004: 0,6 %

### Tysklands parlament (Förbundsdagen)
- 1983: 0,0 %
- 1987: 0,1 %
- 1990: 0,5 %
- 1994: 0,4 %
- 1998: 0,3 %
- 2002: 0,1 %
- 2005 - deltog ej
- 2009: 0,2 %
- 2013: 0,3 %
- 2017: 0,4 %
- 2021: 0,3 %
- 2015: 0,1 %